# Astragalus gambellianus
Astragalus gambellianus es una especie de planta del género Astragalus, de la familia de las leguminosas, orden Fabales.

## Distribución
Astragalus gambellianus se distribuye por EE. UU. (California y Oregón) y México (Baja California Norte).

## Taxonomía
Fue descrita científicamente por Sheld.